# Гряка
Гряка (рум. Greaca) — село у повіті Джурджу в Румунії. Входить до складу комуни Гряка.
Село розташоване на відстані 41 км на південний схід від Бухареста, 37 км на північний схід від Джурджу.

## Населення
За даними перепису населення 2002 року у селі проживали 2048 осіб, з них 2044 особи (99,8%) румунів. Рідною мовою 2046 осіб (99,9%) назвали румунську.